# انتونیو بنیتز
انتونیو بنیتز (انگلیسی: Antonio Benítez; ۲ ژوئن ۱۹۵۱ – ۱۹ فوریهٔ ۲۰۱۴) بازیکن فوتبال اهل اسپانیا بود.
از باشگاه‌هایی که در آن بازی کرده‌است می‌توان به باشگاه فوتبال رئال بتیس و باشگاه فوتبال خرز اشاره کرد.
وی همچنین در تیم‌های ملی فوتبال Spain national amateur football team و اسپانیا بازی کرده‌است.